# 8283 Edinburgh
8283 Edinburgh è un asteroide della fascia principale. Scoperto nel 1991, presenta un'orbita caratterizzata da un semiasse maggiore pari a 2,8091686 UA e da un'eccentricità di 0,0891769, inclinata di 10,25511° rispetto all'eclittica.